# فلاحة (يهر)

تعديل مصدري - تعديل

فلاحة هي إحدى قرى عزلة يهر بمديرية يهر التابعة لمحافظة لحج، بلغ تعداد سكانها 99 نسمة حسب تعداد اليمن لعام 2004.